# 엘리사 (기업)
엘리사(Elisa)는 1882년 설립된 핀란드의 전기 통신 기업이다. 이전 사명은 2000년 7월까지는 Helsingin Puhelin, 2003년까지는 Elisa Communications Oyj이었다. 엘리사는 핀란드와 에스토니아에서 주로 운영되는 전기 통신, ICT, 온라인 서비스 기업이지만 국제 운용사와 기타 기업들의 디지털 서비스도 제공한다.
엘리사는 나스닥 헬싱키에 등재되어 있다.